# Кущовик
Кущовик (Sericornis) — рід горобцеподібних птахів родини шиподзьобових (Acanthizidae). Представники цього роду мешкають в Австралії, на Тасманії та на Новій Гвінеї.

## Види
Виділяють вісім видів роду Кущовик:
- Кущовик білочеревий (Sericornis frontalis)
- Кущовик східний (Sericornis magnirostra)
- Кущовик тропічний (Sericornis beccarii)
- Кущовик великий (Sericornis nouhuysi)
- Кущовик тасманійський (Sericornis humilis)
- Кущовик квінслендський (Sericornis keri)
- Кущовик новогвінейський (Sericornis virgatus)
- Sericornis maculatus

Раніше в цей рід входили інші види, однак після публікації молеклярно-філогенетичного дослідження 2018 року декілька видів були виділені у відновлений рід Aethomyias, а жовтогорлий кущовик був виділений в окремий монотиповий рід (Neosericornis).

## Етимологія
Наукова назва роду Sericornis походить від сполучення слів дав.-гр. σηρικον — шовк і  ορνις — птах. Рід отримав таку назву через м'яке оперення типового виду — білочеревого кущовика.